# Chi-kwadraattoets
Een chi-kwadraattoets is een statistische toets om na te gaan of twee of meer verdelingen of populaties van elkaar verschillen. Het kan daarbij gaan om een bekende verdeling en een onbekende waaraan waarnemingen zijn gedaan of om twee onbekende verdelingen waaraan waarnemingen zijn gedaan. De toets gaat na of waargenomen aantallen systematisch afwijken van verwachte of gemiddelde aantallen en berekent daartoe het totaal van de gewogen kwadratische afwijkingen tussen deze aantallen. Een chi-kwadraattoets wordt veel gebruikt om kruistabellen te analyseren. Omdat er geen aannamen over gemiddelden of over de populatie worden gedaan is dit een parametervrije toets. Het meetniveau is ook niet van belang omdat er alleen naar aantallen wordt gekeken. De chi-kwadraattoets vindt toepassing als:
- aanpassingstoets (hierbij wordt getoetst of de gevonden gegevens bij een veronderstelde verdeling passen)
- onafhankelijkheidstoets (hierbij wordt getoetst of de simultane verdeling, waar de gegevens uit komen, uit twee onafhankelijke verdelingen bestaat)
- homogeniteitstoets (hierrbij wordt getoetst of verschillende steekproeven uit dezelfde verdeling komen)

## Chi-kwadraattoetsingsgrootheid
Een chi-kwadraattoetsingsgrootheid heeft de volgende vorm:
{\displaystyle \chi ^{2}=\sum {\frac {(f-e)^{2}}{e}}}
waarin {\displaystyle e} de verwachte of gemiddelde en {\displaystyle f} de waargenomen frequentie is en over alle mogelijkheden wordt gesommeerd.

## Aanpassingstoets
Met de aanpassingstoets wordt nagegaan of een onbekende discrete verdeling op de waarden {\displaystyle x_{1},\ldots ,x_{k}} al dan niet verschilt van een bekende verdeling. De onbekende discrete verdeling wordt bepaald door de onbekende kansen {\displaystyle p_{k}=p(x_{k})} op de waarden {\displaystyle x_{k}}.
Voor de toets wordt een aselecte steekproef {\displaystyle X_{1},\ldots ,X_{n}} van omvang {\displaystyle n} genomen uit de onbekende verdeling. De chi-kwadraat-aanpassingstoets toetst de nulhypothese dat de steekproef uit een bekende verdeling afkomstig is:
{\displaystyle H_{0}:p_{k}=p_{0k}} voor alle {\displaystyle k}
op basis van de toetsingsgrootheid:
{\displaystyle \chi ^{2}=\sum _{k}{\frac {(N_{k}-np_{0k})^{2}}{np_{0k}}}}
waarin {\displaystyle N_{k}} het aantal keren is dat in de steekproef de waarde {\displaystyle x_{k}} voorkomt. {\displaystyle p_{0k}} is de kans op het voorkomen van {\displaystyle x_{k}} volgens de nulhypothese en dus is {\displaystyle np_{0k}} het aantal keer dat {\displaystyle x_{k}} zou voorkomen op basis van de nulhypothese.
Voor voldoend grote {\displaystyle n} is de toetsingsgrootheid onder de nulhypothese bij benadering chi-kwadraatverdeeld met {\displaystyle n-1} vrijheidsgraden. De nulhypothese wordt verworpen voor te grote waarden van de toetsingsgrootheid.
Merk op dat deze test eigenlijk de relatieve euclidische afstand meet tussen de twee functies.

### Voorbeeld
Iemand krijgt een dobbelsteen in handen die er niet erg symmetrisch uitziet. Zou de dobbelsteen wel zuiver zijn? Hij gooit er 60 keer mee en verwacht elk van de ogenaantallen ongeveer 10 keer te gooien. Met {\displaystyle N_{i}} geven we het aantal keren aan dat het ogenaantal {\displaystyle i} boven kwam. Hij vindt als uitkomst voor de ogenaantallen 1 tot en met 6 de waarden:  
| {\displaystyle i}     | 1  | 2 | 3 | 4  | 5 | 6  | {\displaystyle n} |
| --------------------- | -- | - | - | -- | - | -- | ----------------- |
| {\displaystyle n_{i}} | 13 | 9 | 8 | 11 | 5 | 14 | 60                |
Hij toetst de nulhypothese:
{\displaystyle H_{0}}: de dobbelsteen is zuiver
met de chi-kwadraattoets en gaat zo na of de gevonden aantallen passen bij de verdeling van een zuivere dobbelsteen. De toetsingsgrootheid is:
{\displaystyle \mathrm {X} ^{2}=\sum _{i=1}^{6}{\frac {(N_{i}-e_{i})^{2}}{e_{i}}}}
deze meet de 'afstand' tussen de gevonden frequenties {\displaystyle N_{i}} en de verwachte {\displaystyle e_{i}}. Onder de nulhypothese heeft de toetsingsgrootheid bij benadering een chi-kwadraatverdeling met vijf vrijheidsgraden. De waarde die de toetsingsgrootheid in de steekproef aanneemt is:
{\displaystyle \chi ^{2}=\sum _{i=1}^{6}{\frac {(n_{i}-10)^{2}}{10}}={\frac {3^{2}+1^{2}+2^{2}+1^{2}+5^{2}+4^{2}}{10}}={\frac {9+1+4+1+25+16}{10}}=5{,}6}
De nulhypothese wordt verworpen als deze "afstand" te groot is. De p-waarde, de overschrijdingskans, van de gevonden uitkomst is:
p-waarde = {\displaystyle P(\mathrm {X} ^{2}\geq \chi ^{2};H_{0})=P(\chi ^{2}(5)\geq 5{,}6)\approx 34{,}7\ \%}
Er is dus absoluut geen reden om, gezien de uitkomst van de 60 worpen, aan de zuiverheid van de dobbelsteen te twijfelen, want er is 34,7% kans om met een zuivere dobbelsteen een resultaat te krijgen met een minstens zo grote 'afstand'.

## Onafhankelijkheidstoets
Met de onafhankelijkheidstoets wordt nagegaan of waarnemingen uit een onbekende simultane discrete verdeling op de waarden {\displaystyle (x_{1},y_{1}),\ldots ,(x_{k},y_{r})} al dan niet onderling onafhankelijk zijn. De onbekende discrete verdeling wordt bepaald door de onbekende kansen {\displaystyle p_{i,j}=p(x_{i},y_{j})} op de waarden {\displaystyle (x_{i},y_{j})}.
Voor de toets wordt een aselecte steekproef {\displaystyle (X_{1},Y_{1})\ldots ,(X_{n},Y_{n})} van omvang {\displaystyle n} genomen uit de onbekende simultane discrete verdeling van de stochastische variabelen {\displaystyle X} en {\displaystyle Y}. De chi-kwadraat-onafhankelijkheidstoets toetst de nulhypothese dat {\displaystyle X} en {\displaystyle Y} onderling onafhankelijk zijn:
{\displaystyle H_{0}:p_{i,j}=p_{i}\cdot p_{j}} voor alle {\displaystyle i} en {\displaystyle j},
waarin
{\displaystyle p_{i\cdot }=\sum _{j}p_{i,j}{\text{ en }}p_{\cdot j}=\sum _{i}p_{i,j}},
op basis van de toetsingsgrootheid:
{\displaystyle \chi ^{2}=\sum _{i,j}{\frac {(N_{i,j}-N_{i,j}^{*})^{2}}{N_{i,j}^{*}}}}
Daarin is {\displaystyle N_{i,j}} het aantal keren dat in de steekproef het paar {\displaystyle (x_{i},y_{j})} voorkomt, zijn
{\displaystyle N_{i\cdot }=\sum _{j}N_{i,j}{\text{ en }}N_{\cdot j}=\sum _{i}N_{i,j}}
de verschillende randtotalen en is:
{\displaystyle N_{i,j}^{*}={\frac {N_{i\cdot }N_{\cdot j}}{n}}}
Voor voldoend grote {\displaystyle N_{i,j}} is de toetsingsgrootheid onder de nulhypohese bij benadering chi-kwadraatverdeeld met {\displaystyle (k-1)(r-1)} vrijheidsgraden. De nulhypothese wordt verworpen voor te grote waarden van de toetsingsgrootheid.

### Voorbeeld
Iemand gooit uit de hand 100 keer met twee dobbelstenen en wil nagaan of de worpen mogelijk afhankelijk zijn. In de onderstaande tabel staan de uitkomsten, geaccumuleerd tot het aantal keren {\displaystyle n_{ij}} dat de ogencombinatie {\displaystyle (i,j)} gegooid werd, met de randtotalen:
| {\displaystyle n_{ij}}      | 1  | 2  | 3  | 4  | 5  | 6  | {\displaystyle n_{i\cdot }} |
| --------------------------- | -- | -- | -- | -- | -- | -- | --------------------------- |
| 1                           | 2  | 4  | 3  | 6  | 1  | 3  | 19                          |
| 2                           | 4  | 6  | 2  | 4  | 3  | 3  | 22                          |
| 3                           | 3  | 2  | 1  | 3  | 3  | 4  | 16                          |
| 4                           | 2  | 3  | 0  | 2  | 2  | 2  | 11                          |
| 5                           | 5  | 1  | 4  | 3  | 2  | 5  | 20                          |
| 6                           | 0  | 6  | 0  | 1  | 2  | 3  | 12                          |
| {\displaystyle n_{\cdot j}} | 16 | 22 | 10 | 19 | 13 | 20 | 100                         |
De volgende tabel toont de waarden van {\displaystyle n_{ij}^{*}={\frac {n_{i\cdot }n_{\cdot j}}{n}}}:
| {\displaystyle n_{ij}^{*}}  | 1    | 2    | 3    | 4    | 5    | 6    | {\displaystyle n_{i\cdot }} |
| --------------------------- | ---- | ---- | ---- | ---- | ---- | ---- | --------------------------- |
| 1                           | 3,04 | 4,18 | 1,90 | 3,61 | 2,47 | 3,80 | 19                          |
| 2                           | 3,52 | 4,84 | 2,20 | 4,18 | 2,86 | 4,40 | 22                          |
| 3                           | 2,56 | 3,52 | 1,60 | 3,04 | 2,08 | 3,20 | 16                          |
| 4                           | 1,76 | 2,42 | 1,10 | 2,09 | 1,43 | 2,20 | 11                          |
| 5                           | 3,20 | 4,40 | 2,00 | 3,80 | 2,60 | 4,00 | 20                          |
| 6                           | 1,92 | 2,64 | 1,20 | 2,28 | 1,56 | 2,40 | 12                          |
| {\displaystyle n_{\cdot j}} | 16   | 22   | 10   | 19   | 13   | 20   | 100                         |
Vervolgens is{\displaystyle {\frac {(n_{ij}-n_{ij}^{*})^{2}}{n_{ij}^{*}}}} berekend voor alle {\displaystyle i} en {\displaystyle j}:
| {\displaystyle (i,j)} | 1    | 2    | 3    | 4    | 5    | 6    |       |
| --------------------- | ---- | ---- | ---- | ---- | ---- | ---- | ----- |
| 1                     | 0,36 | 0,01 | 0,64 | 1,58 | 0,87 | 0,17 | 3,63  |
| 2                     | 0,07 | 0,28 | 0,02 | 0,01 | 0,01 | 0,45 | 0,82  |
| 3                     | 0,08 | 0,66 | 0,23 | 0,00 | 0,41 | 0,20 | 1,56  |
| 4                     | 0,03 | 0,14 | 1,10 | 0,00 | 0,23 | 0,02 | 1,52  |
| 5                     | 1,01 | 2,63 | 2,00 | 0,17 | 0,14 | 0,25 | 6,20  |
| 6                     | 1,92 | 4,28 | 1,20 | 0,72 | 0,12 | 0,15 | 8,39  |
|                       | 3,47 | 7,98 | 5,18 | 2,48 | 1,78 | 1,23 | 22,12 |
met als totaal: {\displaystyle \chi ^{2}=22{,}12}.
Onder de nulhypothese van onafhankelijkheid is de toetsingsgrootheid bij benadering chi-kwadraatverdeeld met (6-1)(6-1) = 25 vrijheidsgraden. De overschrijdingskans van de gevonden waarde 22,12 is iets groter dan 0,5, zodat er bij een onbetrouwbaarheidsdrempel van 5% geen reden is om aan de onafhankelijkheid te twijfelen.
Opgemerkt moet worden dat voor een goede benadering de waargenomen aantallen {\displaystyle n_{ij}} niet te klein mogen zijn. In de literatuur worden grenzen van 1 tot 5 genoemd. In dit voorbeeld is aan deze eis niet voldaan, maar het toont wel het principe van de toets.

## Homogeniteitstoets
Met de homogeniteitstoets wordt nagegaan of een aantal discrete verdelingen op dezelfde waarden {\displaystyle x_{1},\ldots ,x_{k}} al dan  niet van elkaar verschillen. De {\displaystyle r} discrete verdelingen worden voor {\displaystyle i=1,\ldots ,r} bepaald door de onbekende kansen {\displaystyle p_{i,j}=p_{i}(x_{j})} op de waarden {\displaystyle x_{j}}.
Voor de toets worden voor {\displaystyle i=1,\ldots ,r} onderling onafhankelijke aselecte steekproeven {\displaystyle X_{i,1},\ldots ,X_{i,n_{i}}} van omvang {\displaystyle n_{i}} genomen. De chi-kwadraat-homogeniteitstoets toetst de nulhypothese dat de steekproeven uit dezelfde verdeling afkomstig zijn:
{\displaystyle H_{0}:p_{i,j}=p_{j}} voor alle {\displaystyle i} en {\displaystyle j},
op basis van de toetsingsgrootheid:
{\displaystyle \chi ^{2}=\sum _{i,j}{\frac {(N_{i,j}-N_{i,j}^{*})^{2}}{N_{i,j}^{*}}}}
Daarin is {\displaystyle N_{i,j}} het aantal keren dat in de {\displaystyle i}-de steekproef de waarde {\displaystyle x_{j}} voorkomt, zijn
{\displaystyle N_{\cdot j}=\sum _{i}N_{i,j}}
randtotalen en is:
{\displaystyle N_{i,j}^{*}={\frac {n_{i}N_{\cdot j}}{\sum _{i}n_{i}}}}
Voor voldoend grote {\displaystyle N_{i,j}} is de toetsingsgrootheid onder de nulhypothese bij benadering chi-kwadraatverdeeld met {\displaystyle (k-1)(r-1)} vrijheidsgraden. De nulhypothese wordt verworpen voor te grote waarden van de toetsingsgrootheid.

### Voorbeeld
Iemand heeft drie valse dobbelstenen gemaakt door in de zijde met 1 oog een gat te boren en dat te vullen met lood. Om na te gaan of de dobbelstenen in dezelfde mate vals zijn, gooit hij met elke dobbelsteen een groot aantal keren. In de onderstaande tabel staan voor elk van de drie dobbelstenen de uitkomsten, geaccumuleerd tot het aantal keren {\displaystyle n_{ij}} dat met dobbelsteen {\displaystyle i} het ogenaantal {\displaystyle j} gegooid werd, met de randtotalen:
| {\displaystyle n_{ij}}      | 1  | 2  | 3  | 4  | 5  | 6   | {\displaystyle n_{i}} |
| --------------------------- | -- | -- | -- | -- | -- | --- | --------------------- |
| 1                           | 5  | 8  | 4  | 6  | 4  | 23  | 50                    |
| 2                           | 13 | 7  | 14 | 15 | 4  | 47  | 100                   |
| 3                           | 14 | 6  | 11 | 10 | 11 | 98  | 150                   |
| {\displaystyle n_{\cdot j}} | 32 | 21 | 29 | 31 | 19 | 168 | 300                   |
De volgende tabel toont de waarden van {\displaystyle n_{ij}^{*}={\frac {n_{i}n_{\cdot j}}{\sum n_{i}}}}:
| {\displaystyle n_{ij}^{*}}  | 1     | 2     | 3     | 4     | 5    | 6     | {\displaystyle n_{i}} |
| --------------------------- | ----- | ----- | ----- | ----- | ---- | ----- | --------------------- |
| 1                           | 5,33  | 3,50  | 4,83  | 5,17  | 3,17 | 28,00 | 50                    |
| 2                           | 10,67 | 7,00  | 9,67  | 10,33 | 6,33 | 56,00 | 100                   |
| 3                           | 16,00 | 10,50 | 14,50 | 15,50 | 9,50 | 84,00 | 150                   |
| {\displaystyle n_{\cdot j}} | 32    | 21    | 29    | 31    | 19   | 168   | 300                   |
Vervolgens is voor elke {\displaystyle i} en {\displaystyle j} de term {\displaystyle {\frac {(n_{ij}-n_{ij}^{*})^{2}}{n_{ij}^{*}}}} berekend:
| {\displaystyle n_{ij}} | 1    | 2    | 3    | 4    | 5    | 6    | sub   |  |
| ---------------------- | ---- | ---- | ---- | ---- | ---- | ---- | ----- |  |
| 1                      | 0,02 | 5,79 | 0,14 | 0,13 | 0,22 | 0,89 | 7,20  |  |
| 2                      | 0,51 | 0,00 | 1,94 | 2,11 | 0,86 | 1,45 | 6,87  |  |
| 3                      | 0,25 | 1,93 | 0,84 | 1,95 | 0,24 | 2,33 | 7,55  |  |
| sub                    | 0,78 | 7,71 | 2,93 | 4,19 | 1,32 | 4,67 | 21,61 |  |
met als totaal: {\displaystyle \chi ^{2}=21{,}61}.
Onder de nulhypothese van homogeniteit is de toetsingsgrootheid bij benadering chi-kwadraatverdeeld met (3-1)(6-1) = 10 vrijheidsgraden. De overschrijdingskans van de gevonden waarde 21,61 is kleiner dan 0,025, zodat er reden is om te twijfelen aan de homogeniteit.
schatten · t-toets · F-toets · chi-kwadraattoets · Wilcoxontoets · rangtekentoets · verdelingsvrije toets · Kolmogorov-Smirnov · Kruskall-Wallis · kleinste-kwadratenmethode · lineaire regressie